# Jean-Claude Carpanin Marimoutou
Pour les articles homonymes, voir Marimoutou.
Jean-Claude Carpanin Marimoutou, souvent simplement appelé Carpanin Marimoutou, est un enseignant-chercheur, poète et critique littéraire français né à Saint-Denis, sur l'île de La Réunion, le 1er décembre 1956.

## Biographie

### Enfance et famille
Jean-Claude Carpanin Marimoutou a passé son enfance à Saint-Benoit, chemin Bras Canot, sur la terre de son grand-père. Son père, André Marimoutou (1925-2016), après avoir exercé différentes professions, était professeur de mathématiques puis principal du collège de Bras-Panon, sa mère était institutrice. André Marimoutou était engagé politiquement au sein du PCR, qu'il a fondé avec Paul Vergès, Bruny Payet et Jean-Baptiste Ponama,.
Carpanin Marimoutou a sept frères et sœurs:
- Michèle Pandialé Marimoutou-Oberlé, née en 1955, professeur d'histoire-géographie[4], titulaire d'une thèse en histoire contemporaine soutenue en 2015 sous la direction de Jacques Weber sur l'engagisme et le contrôle sanitaire dans les Mascareignes[5];
- Vêlayoudom Marimoutou, né en 1957, père de trois enfants, enseignant-chercheur en économie, recteur de l'Académie de La Réunion de mars 2016 à juillet 2020, et secrétaire général de la commission de l'Océan Indien depuis juillet 2020 [6],[7],[8];
- Félix Marimoutou, né en 1959, enseignant des techniques d'expression et de littérature réunionnaise en langue créole à l'Université de la Réunion, et auteur de manuels sur la littérature créole[9];
- René Marimoutou, né en 1960, père de deux enfants, médecin généraliste et du sport, et intervenant en toxicologie[10], à Saint-Pierre, président de la ligue réunionnaise de basket-ball de 2008 à 2016[11];
- Joëlle Marimoutou, enseignante, inspectrice d'académie, conseillère technique auprès du recteur, responsable du département « langue et culture régionale », décédée en 2012 d'un cancer[12];
- Paul Marimoutou, médecin généraliste à Saint-Benoit.
- Monique Marimoutou-Tacoun, enseignante et mère de deux enfants, engagée politiquement, elle est conseillère municipale de Saint-Benoit, elle a été entre autres la suppléante d'Eric Fruteau lors des élections législatives de 2012[13], et a été candidate aux élections sénatoriales de 2017 sur la liste du PLR-Progrès-MCR dirigée par Wilfrid Bertile[14];

### Études
En 1966, il part à Saint-Denis pour faire ses études secondaires et tertiaires. En 1972, il part étudier à Montpellier au Lycée Joffre, où il suit les classes préparatoires littéraires entre 1974 et 1976. Il suit un parcours classique en Lettres Modernes (licence, maîtrise, DEA) à l'Université Paul-Valéry-Montpellier, obtient le CAPES en 1981 et l'agrégation en 1983. En 1990 il soutient une thèse de doctorat sous la direction de Robert Lafont intitulée : "Le roman réunionnais, une problématique du même et de l'autre. Essai sur la poétique du texte romanesque en situation de diglossie".

### Parcours
Présent à l'Université de La Réunion depuis 1984, Carpanin Marimoutou est professeur de littérature française.Il est rattaché au Laboratoire de recherche sur les espaces Créoles et Francophones (LCF-UMR8143 du CNRS), il est spécialiste des littératures indo-océaniques. Il a été directeur du département de Lettres Modernes et enseigne aussi au département de créole qu'il a contribué à créer. Il a été vice-président du Comité international des études créoles (CIEC) et président du CAPES créole.
Éditeur scientifique, il collabore avec de nombreuses universités et intervient régulièrement lors de colloques nationaux et internationaux.
Il a été dès la création des éditions Grand Océan créé par le docteur Jean-François Reverzy,  le directeur littéraire jusqu'en 2000. Il devient alors directeur des éditions K'A créé par son ami le peintre et poète André Robèr. En 2009, il lui consacre un ouvrage "AR" publié aux "éditions K'A".  Traducteur, il collabore avec Kristof Langromme à la traduction du Médecin malgré lui, avec Lolita Tergemina, à la traduction de la pièce d'Anton Tchekhov "Malsoufran la & in domann pou marié" en créole réunionnais,  ainsi que de la pièce de Vincent Fontano "Tanbour"  en français. 
Entre 2003 et 2010, il a été directeur scientifique et culturel du MCUR et a préparé avec l'équipe de la MCUR la candidature du maloya au patrimoine culturel immatériel de l'humanité de l'Unesco.

### Études
- Le roman réunionnais. Une problématique du Même et de l’Autre. Essai sur la poétique du texte romanesque en situation de diglossie, thèse de doctorat sous la direction de Robert Lafont, Université Paul Valéry – Montpellier 3, 1990
- L’Espoir Transculturel II : Ile et fables, psychanalyse, langues et littératures, en collaboration avec Jean-François Reverzy, L’Harmattan, 1990
- Travaux et documents no 6 & 7 « Le discours et ses sites. Mélanges de linguistique et de littérature offerts à Michel Carayol », Université de la Réunion, 1995
- L’Insularité : Thématique et Représentation, en collaboration avec Jean-Michel Racault, L’Harmattan, 1995
- Un état des savoirs à La Réunion. Tome II, Littératures, en collaboration avec Valérie Magdelaine-Andrianjafitrimo, Université de La Réunion, 2004
- Amarres. Créolisations india-océanes, en collaboration avec Françoise Vergès, K’A, 2004.
- Amarres. Créolisations india-océanes, en collaboration avec Françoise Vergès, L’Harmattan, 2005.
- Dopi dizan nou fé koz langaz (pages 8–31)

### Préfaces
- D’île en Ille, André Robèr, Éditions K’A, 2010
- Vativien, André Robèr, Éditions K’A, 2010

### Traductions
- (rcf) Molière (trad. du français, co-traducteur Kristof Langromme), Doktèr kontrokèr : téat [« Le Médecin malgré lui »], Ille-sur-Têt, K'A, 2007, 113 p. (ISBN 9782910791445, OCLC 493664344)

### Enregistrement audio
- Koz langaz CD Poèt Larénion Modèle:Rcf no 1 DCC Éditions K'A

### Participations festivals de poésies
1. CIPM Marseille mai 1995 Kabar au CIPM organisé par André Robèr
2. CIPM Marseille Les comptoirs de la nouvelle BS septembre 2001
3. Festival de la parole poétique Quimperlé mars 2014 http://maisondelapoesiequimperle.com
4. Kabar K'A Théâtre les Bambous Saint Benoît octobre 2014
5. Poésie Marseille novembre 2014 http://poesie.marseille.free.fr